# Erimo (Hokkaidō)
Erimo (jap. えりも町, -chō) ist eine japanische Stadt im Süden der Insel Hokkaidō im Landkreis Horoizumi in der Unterpräfektur Hidaka.
Erimo ist für seine starken Winde, Kombu-Algen und das Kap Erimo bekannt.

## Geographie
Erimo befindet sich am südöstlichsten Zipfel von Hokkaidō und an dessen Ende das Kap Erimo. Ein Großteil des Gemeindegebietes gehört zum Hidaka-Gebirge, das vor allem im Ostteil direkt ins Meer übergeht. Die höchste Erhebung ist der Toyoni-dake (豊似岳) mit 1104,6 m. Die Besiedlung konzentriert sich auf einen größeren Küstenstreifen im Westen mit vielen Flussmündungen der sich bis zum Kap erstreckt und einem größeren im Osten.
Aufgrund seiner Lage herrschen in Erimo starke Winde; am Kap gar mindestens 10 m/s an 290 Tagen im Jahr.
Die Gemeinde besteht aus zehn Ortsteilen (aza). Im Westen an der Grenze zur Nachbargemeinde Samani in einer kleinen Küstenebene bei der Mündung des Nikanbetsu-kawa (ニカンベツ川), der auch die Gemeindegrenze bildet, ist der Ortsteil Chikaura (近浦). Danach folgt ein längerer Küstenstreifen mit dem Ortsteil Fuemai (笛舞), dann ein zusammenhängendes kleinstädtisches Siedlungsgebiet mit Yamato (大和), der Innenstadt Honchō (本町) durchflossen vom Horoizumi-kawa (幌泉川) und dann Shinhama (新浜). Weiter bei der Mündung Poroppu-kawa (コロップ川) des größeren Klasse-2-Fluss Utabetsu-kawa (歌別川) und dessen breitem Flusstal ist der Ortsteil Utabetsu (歌別). Noch weiter im Süden folgt Tōyō (東洋). An der Ostseite der Landzunge zum Kap liegt Erimo-misaki (えりも岬). Der darauffolgende Küstenstreifen gehört zum Ortsteil Shoya (庶野). Die Küste danach ist von Bergen dominiert mit Ausnahme des Mündungstals des Saruru-gawa (猿留川) im Nordosten in dem sich der Weiler Meguro (目黒) befindet. Die andere Nachbargemeinde Hiroo schließt sich im Norden an.

### Klima
|                        | Jan   | Feb   | Mär   | Apr  | Mai  | Jun  | Jul   | Aug   | Sep   | Okt   | Nov  | Dez   |   |       |
| Mittl. Temperatur (°C) | −1,8  | −2,2  | 0,1   | 3,4  | 7,2  | 11,1 | 15,2  | 17,7  | 16,9  | 12,5  | 6,8  | 1,0   | ⌀ | 7,4   |
| Mittl. Tagesmax. (°C)  | 0,2   | −0,2  | 2,2   | 6,1  | 10,1 | 13,6 | 17,5  | 19,9  | 19,0  | 14,7  | 9,3  | 3,3   | ⌀ | 9,7   |
| Rekordmaximum (°C)     | 10,1  | 7,0   | 11,8  | 14,4 | 19,3 | 22,3 | 25,9  | 26,7  | 26,2  | 23,3  | 18,2 | 13,6  | ᐃ | 26,7  |
| Mittl. Tagesmin. (°C)  | −4,0  | −4,3  | −1,9  | 1,3  | 5,0  | 9,0  | 13,4  | 15,8  | 14,9  | 10,2  | 4,2  | −1,3  | ⌀ | 5,2   |
| Rekordminimum (°C)     | −11,5 | −12,1 | −10,2 | −4,8 | −0,5 | 3,4  | 6,0   | 10,5  | 7,6   | 2,3   | −5,1 | −11,0 | ᐁ | −12,1 |
|                        |       |       |       |      |      |      |       |       |       |       |      |       |   |       |
| Niederschlag (mm)      | 24,3  | 16,6  | 35,9  | 67,8 | 99,5 | 85,9 | 128,8 | 129,2 | 137,8 | 117,0 | 85,6 | 48,7  | Σ | 977,1 |
|                        |       |       |       |      |      |      |       |       |       |       |      |       |   |       |
| Regentage (d)          | 5,8   | 5,0   | 6,7   | 8,4  | 10,0 | 8,3  | 10,6  | 10,4  | 10,2  | 11,0  | 12,2 | 9,0   | Σ | 107,6 |

| −4,0 |

| −4,3 |

| −1,9 |

| 1,3 |

| 5,0 |

| 9,0 |

| 13,4 |

| 15,8 |

| 14,9 |

| 10,2 |

| 4,2 |

| −1,3 |

| −4,0 |

| −4,3 |

| −1,9 |

| 1,3 |

| 5,0 |

| 9,0 |

| 13,4 |

| 15,8 |

| 14,9 |

| 10,2 |

| 4,2 |

| −1,3 |

| N i e d e r s c h l a g | 24,3 | 16,6 | 35,9 | 67,8 | 99,5 | 85,9 | 128,8 | 129,2 | 137,8 | 117,0 | 85,6 | 48,7 |
|                         | Jan  | Feb  | Mär  | Apr  | Mai  | Jun  | Jul   | Aug   | Sep   | Okt   | Nov  | Dez  |

## Geschichte
1669 taucht für die Gegend ein Handelsposten in den Chroniken auf. Dieser war später ein wichtiger Umschlagplatz für Kombu. 1880 wurde die erste Ortsverwaltung eingerichtet. 1906 folgt im Zuge einer Gemeindeneuordnung die Ernennung zur Dorfgemeinde namens Horoizumi (幌泉村, -mura) und einzigen Gemeinde des Landkreises. Zum 1. Januar 1959 erfolgt die Aufstufung zur Kleinstadt (chō) und zum 1. Oktober 1970 die Umbenennung in Erimo. Diese Bezeichnung leitet sich vom Ainu-Wort enrum für „Kap“ ab.

## Verkehr
Wichtigste Fernstraße ist die Nationalstraße 336 nach Urakawa oder Kushiro. Der Streckenabschnitt ins benachbarte Hiroo wird „Goldstraße“ (黄金道路, Ōgon-dōro) genannt, da die Trasse in den Fels geschlagen werden musste und die Bauarbeiten so kostspielig waren als hätte man die gesamte Straße mit Gold bedeckt.

## Bildung
In Erimo befinden sich fünf Grundschulen: Fuemai, Erimo, Tōyō, Erimomisaki und Shoya. Daneben befinden sich im Ortsteil Shinhama neben genannter Grundschule Erimo auch die Mittelschule Erimo und die Oberschule Erimo. Bis zum 31. März 2006 befand sich in Meguro eine weitere Grund- und Mittelschule.

## Wirtschaft
Der Haupterwerb der Bevölkerung ist Fischerei, insbesondere Kombu, Ketalachs und Seeigel. Im Zentrum der Stadt gibt es ein der Fischerei und den Kombu gewidmetes Museum.
In Erimo stehen zwei 1996 errichtete Windkraftanlagen mit je 400 kW-Leistung. Zudem wurde 2000 bei der Grundschule Erimo eine weitere Anlage mit 400 kW für den Eigenverbrauch errichtet.

## Sehenswürdigkeiten
Berühmteste Sehenswürdigkeit ist das windige Kap Erimo mit seinen 60 m hohen Klippen, welches landesweit durch das gleichnamige Enka-Lied von Shin’ichi Mori bekannt wurde. Zudem befindet sich dort ein 1889 errichteter Leuchtturm. Dem Wind ist auch ein eigenes Museum, das „Haus des Windes“ (風の館, Kaze no Yakata), gewidmet, an dem man Winde mit einer Stärke von 25 m/s erleben kann.